# IOS 12
iOS 12 és la dotzena versió principal del sistema operatiu mòbil iOS desenvolupat per Apple. Estèticament semblant al seu predecessor, iOS 11, se centra més en el rendiment que en les noves funcions, millores de qualitat i actualitzacions de seguretat. Anunciat a la Conferència Mundial de Desenvolupadors de l'empresa el 4 de juny de 2018, iOS 12 es va llançar al públic el 17 de setembre de 2018. Va ser succeït per a l'iPhone i l'iPod Touch per iOS 13 el 19 de setembre de 2019 i per a l'iPad per iPadOS 13 el 24 de setembre de 2019. Les actualitzacions de seguretat per a iOS 12 van continuar durant quatre anys després dels llançaments d'iOS 13 i iPadOS 13 per a dispositius que no podien executar les versions més noves. La darrera actualització, 12.5.7, es va publicar el 23 de gener de 2023.

## Visió general
L'iOS 12 va ser presentat per Craig Federighi a la conferència de presentació de l'Apple Worldwide Developers Conference el 4 de juny de 2018. La primera versió beta per a desenvolupadors es va publicar després de la presentació principal, amb la primera versió beta pública llançada el 25 de juny de 2018. El llançament inicial de la versió 12.0 va ser el 17 de setembre de 2018.

## Característiques del sistema

### Rendiment
Es van fer optimitzacions de rendiment per accelerar les tasques comunes a tots els dispositius iOS compatibles. Les proves realitzades per Apple en un iPhone 6 Plus van mostrar que les aplicacions s'iniciaven un 40% més ràpid, el teclat del sistema s'activava un 50% més ràpid i la càmera s'obre un 70% més ràpid en comparació amb iOS 11.

### Temps de pantalla
El temps de pantalla és una característica nova d'iOS 12 que registra la quantitat de temps que un usuari passa al dispositiu. La funció també mostra la quantitat de temps que l'usuari ha utilitzat aplicacions concretes, la quantitat de temps que l'usuari ha utilitzat categories d'aplicacions concretes (com ara jocs), i el nombre de notificacions que ha rebut l'usuari.
Screen Time també ofereix funcions de bloqueig per limitar l'ús d'aplicacions (amb límits de temps) o establir altres restriccions, com ara compres o contingut explícit. Substitueix les restriccions a l'aplicació Configuració d'iOS, però també pot ser utilitzat per adults per limitar el seu propi ús. Aquestes funcions es poden utilitzar amb o sense una contrasenya. Sense establir una contrasenya, els límits es poden saltar fàcilment, però poden servir com a recordatori útil dels objectius d'ús.
El gener de 2018, els inversors JANA Partners i el Sistema de jubilació de professors de l'estat de Califòrnia havien emès una carta pública a Apple, demanant-los que assumissin responsabilitat addicional per les "conseqüències negatives no intencionades" que els iPhones poden tenir en els usuaris més joves i que cerquessin nous maneres de limitar aquests efectes. El juny de 2018, després de l'anunci de la funció Screen Time, Tim Cook va admetre públicament que "estava passant molt més temps del que hauria" al seu telèfon. JANA Partners i CalSTRS van emetre una segona carta per expressar el seu suport a la nova funció.

### Dreceres
Una aplicació dedicada a iOS 12 permet als usuaris configurar dreceres, accions automatitzades que l'usuari pot demanar a Siri que realitzi. Amb l'aplicació Dreceres, un usuari pot crear una frase i escriure l'acció que vol que Siri faci per ell. Un cop li diguin la frase a Siri, Siri farà automàticament la tasca que li hagin establert a l'aplicació Dreceres. L'aplicació Dreceres substitueix l'aplicació Workflow que Apple va adquirir el març de 2017.

### Commutador d'aplicacions
Per als dispositius amb navegació per gestos i sense botó d'inici (iPhone X i posteriors), els usuaris ara poden forçar la sortida de les aplicacions fent lliscar cap amunt des de la part inferior de la pantalla (sense haver de prémer-los i mantenir-los premuts quan estiguin al commutador d'aplicacions).

### CarPlay
CarPlay ara admet aplicacions de navegació de tercers. ( Waze, Google Maps, etc.)